# لوئیجی کامبیاسو
لوئیجی کامبیاسو (انگلیسی: Luigi Cambiaso؛ ۲۹ ژانویهٔ ۱۸۹۵ – ۲۵ مارس ۱۹۷۵) ژیمناست هنری اهل ایتالیا بود.